# Vladimír Šmicer
Vladimír Šmicer (ur. 24 maja 1973 w Děčínie) – czeski piłkarz występujący na pozycji pomocnika.
Rozpoczynał karierę w TJ Vernerovice i Kovostroj Děčin, następnie występował w Slavii Praga (półfinał Pucharu UEFA). Potem przeniósł się do RC Lens (Mistrzostwo Francji 1998 i Puchar Ligi Francuskiej 1999) i przez jedenaście lat grał poza granicami swojego kraju.
Największe sukcesy odnosił jednak w Liverpoolu. Przybył na Anfield Road w 1999 roku i zdobył z tym zespołem niemal wszystko, co było do zdobycia w Anglii i w Europie: Puchar Ligi Angielskiej 2001 i 2003, Puchar Anglii 2001, Tarczę Dobroczynności 2002, Puchar UEFA 2001, Superpuchar Europy 2001 i w końcu wygrał Ligę Mistrzów 2005. Zabrakło tylko Mistrzostwa Anglii.
Z Liverpoolu odszedł do Girondins Bordeaux (Puchar Ligi Francuskiej 2007), a w lipcu 2007 powrócił do Slavii Praga, z którą awansował do fazy grupowej Ligi Mistrzów po wyeliminowaniu MŠK Žilina oraz Ajaxu Amsterdam. 10 listopada 2009 roku ogłosił zakończenie kariery.
Šmicer przez wiele lat był filarem reprezentacji Czech, z którą grał na trzech Mistrzostwach Europy: w 1996 (wicemistrzostwo), 2000 i 2004 (półfinał). W 1997 z reprezentacją zajął trzecie miejsce w Pucharze Konfederacji FIFA. W reprezentacji Czechosłowacji rozegrał 1 mecz, a w reprezentacji Czech 80 meczów, strzelając dla niej 27 goli. Zakończył karierę reprezentacyjną w 2005 roku.